# Campionati europei di dressage 2007
I Campionati europei di dressage 2007 si sono svolti a Druento, in Italia. 

## Podi
| Evento              | Oro               | Argento           | Bronzo                   |
| Dressage freestyle  | Isabell Werth     | Anky van Grunsven | Imke Schellekens-Bartels |
| Dressage GP Special | Anky van Grunsven | Isabell Werth     | Imke Schellekens-Bartels |
| Gara a squadre      | Paesi Bassi       | Germania          | Svezia                   |

## Medagliere
| Posiz. | Nazione     | Oro | Argento | Bronzo | Totale |
| ------ | ----------- | --- | ------- | ------ | ------ |
| 1      | Paesi Bassi | 2   | 1       | 2      | 5      |
| 2      | Germania    | 1   | 2       | 0      | 3      |
| 3      | Svezia      | 0   | 0       | 1      | 1      |
| Totale | Totale      | 3   | 3       | 3      | 9      |